# Sternhyazinthen

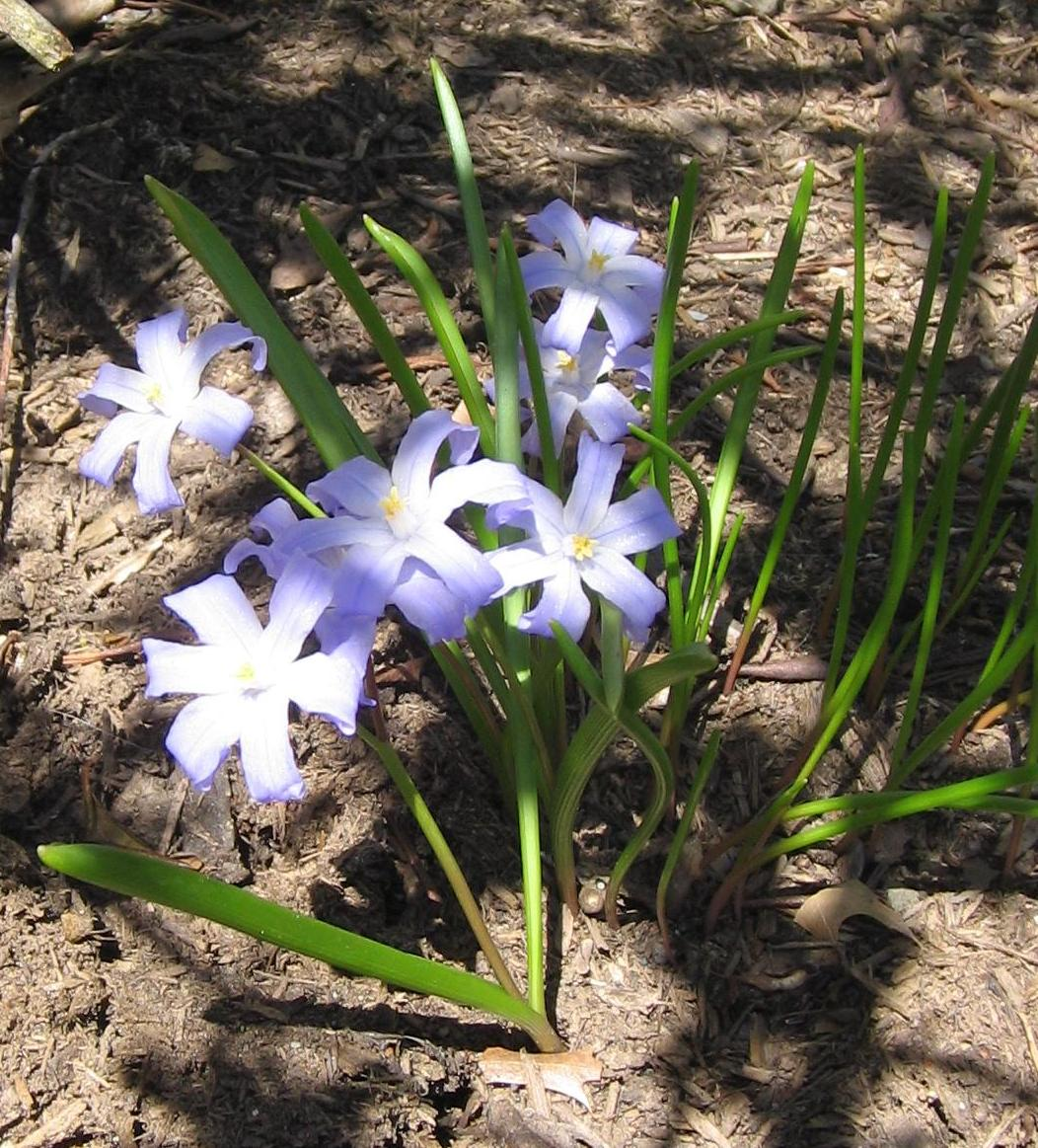
Gewöhnlicher Schneestolz (Chionodoxa luciliae)

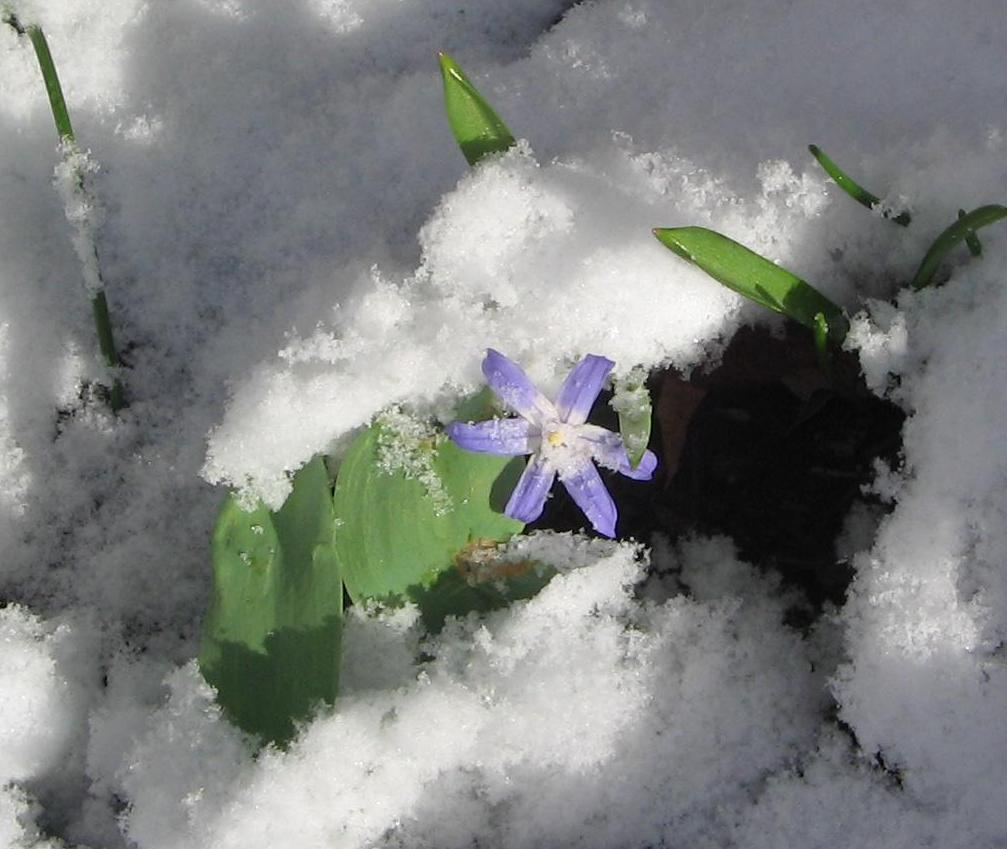
Gewöhnlicher Schneestolz (Chionodoxa luciliae) im Schnee

Die Sternhyazinthen (Chionodoxa), auch Schneeglanz und Schneestolz genannt, sind eine Pflanzengattung innerhalb der Unterfamilie Scilloideae. Der botanische Gattungsname Chionodoxa ist aus den griechischen Wörtern chion für Schnee und doxa (δόξα) für „Meinung, Ansicht, Ansehen, Ehre, Ruhm, Herrlichkeit, Stolz, Glanz“ abgeleitet; die direkte Übersetzung „Schneeglanz“ und „Schneestolz“ wird für diese Arten häufig verwendet. Heimatgebiete der Arten liegen im Mittelmeergebiet und in Kleinasien.

## Beschreibung
Chionodoxa-Arten sind ausdauernde krautige Pflanzen. Diese Geophyten bilden kleine, ei- bis kugelförmige Zwiebeln mit einer braunen Umhüllung („Tunika“) als Überdauerungsorgane aus. Je Zwiebel werden meist nur zwei grundständige, aufrechte oder ausgebreitete Laubblätter gebildet; sie sind einfach und parallelnervig.
Auf einem Blütenstandsstängel stehen in einem endständigen, traubigen Blütenstand ein bis mehrere Blüten locker zusammen mit höchstens einem Tragblatt je Blüte. Die zwittrigen Blüten sind dreizählig. Die sechs gleichgeformten Blütenhüllblätter sind nur kurz an ihrer Basis röhrig verwachsen. Der freie Teil der Blütenhüllblätter spreizt auseinander oder ist zurückgebogen. Die Blüten sind weiß oder blau mit meist weißem Grund. Es sind zwei Kreise mit je drei Staubblättern vorhanden. Die verschieden großen, breiten und abgeflachten Staubfäden formen einen zentralen Kegel um Fruchtknoten und Griffel herum. Die drei Fruchtblätter sind zu einem oberständigen Fruchtknoten verwachsen. Es sind Septalnektarien vorhanden.
Die dreilappige und dreikammerige Kapselfrucht enthält 3 bis 18 schwarze, mehr oder weniger kugelige, ungeflügelte Samen mit Elaiosomen.

## Systematik
Die Gattung gehört zur Tribus Hyacintheae innerhalb der Unterfamilie der Scilloideae.
Bei manchen Autoren gehören die Arten zur Gattung Scilla L.
Ein Synonym für Chionodoxa Boiss. ist: Scilla sectio Nigriscilla series Chionodoxa (Boiss.) Speta.
Es gibt nur etwa sechs bis acht Chionodoxa-Arten:
- Weißliche Sternhyazinthe (Chionodoxa albescens (Speta) Rix, wird in neuerer Literatur als Unterart zu Scilla nana (Schult. & Schult. f.) Speta gestellt)[2]: Die Heimat ist Kreta.
- Große Sternhyazinthe oder Blauer Schneeglanz (Chionodoxa forbesii Baker, Syn.: Scilla forbesii (Baker) Speta, Chionodoxa tmolusi Whittall): Die Heimat ist die südwestliche Türkei.
- Zyprische Sternhyazinthe oder Zyprischer Schneeglanz (Chionodoxa lochiae Meikle, Syn.: Scilla lochiae (Meikle) Speta): Es ist ein seltener Endemit der Troodos-Gebirges auf Zypern.
- Gewöhnliche Sternhyazinthe oder Gewöhnlicher Schneestolz, Lydischer Schneestolz, Lydische Sternhyazinthe (Chionodoxa luciliae Boiss., Syn.: Scilla luciliae (Boiss.) Speta)
- Kleine Sternhyazinthe oder Kleiner Schneestolz (Chionodoxa nana Boiss. & Heldr., Syn.: Scilla nana (Schult. & Schult. f.) Speta): Die Heimat ist Kreta.
- Dunkle Sternhyazinthe, Sardes-Schneeglanz oder Dunkler Schneeglanz (Chionodoxa sardensis Whittall ex Barr & Sugden, Syn.: Scilla sardensis (Whitall ex Barr & Sugden) Speta): Die Heimat ist die westliche Türkei.
- Wuchernde Sternhyazinthe oder Wuchernder Schneeglanz (Chionodoxa siehei Stapf, wird auch als Synonym zu Scilla forbesii (Baker) Speta gestellt): Die Heimat ist die westliche Türkei.

Eine Naturhybride ist Chionodoxa siehei × Chionodoxa luciliae.
Auch Gattungshybriden kommen vor, Beispiel: ×Chionoscilla allenii J. Allen ex G. Nicholson  = Chionodoxa forbesii × Scilla bifolia.
Wird Chionodoxa mit Scilla vereinigt, heißt die Hybride: Scilla × allenii (J. Allen ex G.Nicholson) Speta.
Es gibt eine Reihe von Hybriden, die als Zierpflanzen verwendet werden. Sie neigen in den gemäßigten Breiten zum Verwildern und werden dann zu invasiven Pflanzen.